# Yevdokía Bershánskaia
Yevdokía Davidovna Bershánskaia (en ruso: Евдоки́я Давы́довна Бершáнская; Dobrovólnoye, Imperio ruso, 6 de febrero de 1913 - Moscú, Unión Soviética, 16 de septiembre de 1982) fue una piloto de aviación soviética, comandante de regimiento del 46.º Regimiento de Aviación de Bombarderos Nocturnos, nombrado de la Guardia Tamánskaya tras la liberación de la península de Tamán durante la Gran Guerra Patria. Se convirtió en la única mujer que recibió la Orden de Suvórov. Bajo su mando, veintitrés aviadoras del regimiento se convirtieron en Heroínas de la Unión Soviética por sus exitosas misiones de bombardeo contra el Eje.

## Biografía

### Infancia y juventud
Yevdokía Bershánskaia nació el 6 de febrero de 1913 en Dobrovólnoye, en lo que entonces era el Imperio Ruso. Su tío la crio después de que sus padres murieran en la Guerra Civil Rusa. Después de graduarse de la escuela secundaria en Blagodarny, se matriculó en la Escuela de Pilotos de Bataisk en 1931, donde entrenó a otros pilotos de 1932 a 1939, antes de ser nombrada comandante del 218.º Escuadrón de Aviación de Operaciones Especiales y se convirtió en diputada del Krasnodar. Antes de la invasión alemana a la Unión Soviética, se casó con Piotr Bershanski con quien tuvo un hijo, pero su matrimonio se vino abajo rápidamente. Continuó usando el apellido Bershánskaia hasta que se casó con su segundo marido, Konstantín Bocharov, después del final de la guerra.

### Segunda Guerra Mundial
En 1941, Marina Raskova obtuvo la aprobación de Stalin para formar tres regimientos de aviación de mujeres: el 586.º Regimiento de Aviación de Combate, el 587.º Regimiento de Aviación de Bombarderos y el 588.º Regimiento de Bombarderos Nocturnos. Como piloto con diez años de experiencia, Bershánskaya fue elegida para dirigir el 588.º Regimiento de Bombardeo Nocturno, que utilizó biplanos Polikárpov Po-2. En 1943, el regimiento recibió las designaciones de Guardias y se reorganizó como el 46.º Regimiento de Aviación de Bombarderos Nocturnos de Guardias. Posteriormente recibió la Orden de la Bandera Roja. Las mujeres piloto eran tan feroces y precisas que los soldados alemanes comenzaron a llamarlas Brujas de la Noche. Se les llamaba así porque a menudo durante las misiones dejaban los motores de sus aviones al ralentí y se planeaban sobre sus objetivos antes de lanzar sus bombas y seguidamente arrancaban los motores.  Hasta que se disolvió en octubre de 1945, el regimiento permaneció totalmente femenino. En total hicieron más de 23.000 salidas y lanzaron más de 3.000 toneladas de bombas sobre las fuerzas enemigas.
Además de los veintitrés miembros del regimiento que recibieron el título de Hèroe de la Unión Soviética, dos fueron finalmente declaradas Heroínas de la Federación de Rusia y uno recibió el título de Heroína de Kazajistán.

### Posguerra
Después de la guerra, Yevdokía se casó con Konstantín Bocharov, el comandante del 889.º Regimiento de Aviación de Bombarderos Nocturnos Ligeros, que había trabajado en estrecha colaboración con el 46° Regimiento de Bombarderos Nocturnos de la Guardia durante la guerra en la que se conocieron. A la boda asistieron muchos miembros de sus regimientos. Juntos tuvieron tres hijas. En 1975, recibió el título de Ciudadana de Honor de Krasnodar. Vivía en Moscú, donde murió de un ataque al corazón en 1982 y fue enterrada en el cementerio Novodévichi.

## Condecoraciones
- Orden de la Bandera Roja (dos veces)
- Orden de Suvórov de 3.er grado
- Orden de Alejandro Nevski
- Orden de la Guerra Patria de 2.do grado
- Orden de la Insignia de Honor
- Medallas de campaña y jubileo